# 深海獣レイゴー
『深海獣レイゴー』（しんかいじゅうレイゴー）は、林家しん平が監督、原案、企画、脚本を担当した怪獣映画。

## 概要
2004年にゴジラシリーズが『ゴジラ FINAL WARS』を最後に50年の歴史に幕を下ろした事が皮切りとなった、怪獣特撮映画の低迷に強いショックを受けた林家しん平が雨宮慶太、原口智生、若狭新一を製作スタッフに起用して製作された、新怪獣映画。当初は単館での公開を予定していたが、クロックワークスが配給に付き複数館での公開となった。
2009年には、実質上の続作『深海獣雷牙』が公開された。

## ストーリー
太平洋戦争末期、日本海軍の大和以下連合艦隊は南方戦線のトラック泊地に駐留中、敵軍の潜水艦が接近しているのを察知する。大和は先手を打って敵潜水艦に向けて主砲攻撃を行い見事に命中するも、その敵潜水艦の正体は伝説の深海龍「レイゴー」の子供であった。
子供を殺された親は大和以下連合艦隊に復讐の牙を向け、毎夜現れては次々と駆逐艦を沈めていき、連合艦隊を翻弄する。度重なる襲撃に業を煮やした上官達はレイゴー殲滅作戦を計画。その全体指揮として、本土に幼馴染の千恵を残してきた海軍少尉・海堂猛に一任されるのだった。

## 怪獣・生物
深海獣 レイゴー
伝説の深海龍。劇中では親子の2体が登場。
デザインは雨宮慶太、造形は伊藤成昭。
「もしもゴジラの進化前の生物が水爆を浴びずにそのまま成長していたら？」 をコンセプトにデザインされた。
深海魚 ボーンフィッシュ
体長2m 体重150kg
龍に似た髑髏の頭部をもった、サメの胴体骨格の姿をした銀色に発光する深海魚。雑食性で性格は凶暴かつ好戦的。
深海性の為レイゴー同様、深海にて行動し夜になると海面に上がることがある。雑食性の為、屍からホオジロザメまでも襲って捕食している。レイゴーとは共生関係にあり、レイゴーの放電で感電した魚を捕食している。
本編ではレイゴー襲撃の前夜に群れをなして連合艦隊を襲撃、甲板にいた兵士たちを手当たり次第に捕食していった。古典的なフラッシュの暗転で表現されたことで、より一層の緊迫感を表現させている。
また、同じ深海魚として「ボーンスカル」という人間の髑髏のような頭部をもったものも作られていたが、結局使用されなかった。

## 出演者
- 海堂猛：杉浦太陽
- 大迫登：螢雪次朗
- 小島千恵：七海まい
- 山神長官：黒部進
- モモカ：林由美香
- ナレーション：鈴木泰明

## 音楽
- 挿入歌「手紙（LETTER）」
  - 歌：LIVEGA、作詞：Jun Isomura、作曲：Jun Joon Kyu